# Mohamed Latif
Mohammed Latif (ur. 23 października 1909 w Bani Suwajf, zm. 17 marca 1990 w Kairze) – egipski piłkarz, reprezentant kraju. Podczas kariery występował na pozycji pomocnika.

## Kariera klubowa
Podczas kariery piłkarskiej Mohammed Latif występował w klubie Zamalek SC. W sezonie 1935-1936 występował w Rangers F.C. Z drużyną Rangers wywalczył wicemistrzostwo Szkocji oraz Puchar Szkocji.

## Kariera reprezentacyjna
Mohammed Latif występował w reprezentacji Egiptu w latach trzydziestych. W 1934 roku uczestniczył w mistrzostwach świata. Na mundialu we Włoszech wystąpił w przegranym 2-4 spotkaniu I rundy z Węgrami. W 1936 roku uczestniczył w igrzyskach olimpijskich w Berlinie. Wystąpił w przegranym 1-3 spotkaniu I rundy z Austrią.

## Kariera trenerska
Mohammed Latif po zakończeniu kariery piłkarskiej został trenerem. W latach 50. prowadził Zamalek Kair.